# Kaokoland
Kaokoland je območje v severni Namibiji v Kaokoveldu. To je eno najbolj divjih in najmanj poseljenih območij v Namibiji, gostota prebivalstva je ena oseba na vsaka dva km², kar je 1/4 državnega povprečja. Najbolj zastopana etnična skupina je ljudstvo Himbi, približno 5000 prebivalcev od skupnih 16.000. Glavno naselje Kaokolanda je mesto Opuwo.
Kaokoland je bil pod apartheidom bantustan Južnozahodne Afrike. Predvidena je bila ustanovitev samouprave Himbov, a vlada tega ni nikoli uresničila. Tako kot druga območja v jugozahodni Afriki je bil tudi bantustan Kaokoland ukinjen maja 1989 ob začetku prehoda Namibije v neodvisnost. Kaokoland je ostalo neuradno ime za zemljepisno območje.

## Geografija
Območje Kaokoland se razteza od juga na sever od reke Hoanib do reke Kunene (ki je tudi meja med Namibijo in Angolo). To je gorata pokrajina, na severu v pogorju Baynes doseže višino 2039 m. Drugi pomembni gorovji sta pogorje Otjihipa (na severu) in Hartmannovo pogorje (na vzhodu). Zemljišče je v glavnem suho in kamnito, predvsem na jugu, kjer meji na puščavo Namib, čeprav ima več rek, pa tudi slapove. Najznamenitejši so Ruacana (120 m visoki, 700 m široki) in Epupa, nastali na reki Kunene. Severni del Kaokolanda je bolj zelen z rastlinjem v dolinah, kot sta Marienfluss in Hartmann.

## Zgodovina
Pred kolonializmom so Kaokoland večinoma naseljevali Ovambi, Nami in Hereri. V drugi polovici 19. stoletja je skupina Hererov prečkala reko Kunene in se selila na sever v današnjo Angolo. V južni Angoli so se povezali z Bušmani. Današnji Himbi izvirajo iz angolske skupine Hererov. Leta 1884 je Kaokoland postal del Nemške jugozahodne Afrike in namibijski Hereri so bistveno spremenili svoje navade in oblačila pod nemškim vplivom. Po prvi svetovni vojni je Južna Afrika dobila mandat Društva narodov za upravljanje ozemlja Namibije, ki je postala praktično njena provinca. Južna Afrika je tudi v Namibiji uporabljala načelo apartheida, tudi z oblikovanjem različnih bantustanov (rezervatov) za različne afriške narodne skupine. Kaokoland je bil določen kot bantustan za Himbe, ki so se leta 1920 vrnili iz Angole v Namibijo. Kljub skromnemu številu prebivalcev je Kaokoland boj za neodvisnost Namibije močno prizadel, še posebej vojna na meji z Angolo.

## Ljudstvo Himbi
Himbi so potomci skupine Hererov, ki so bili v 19. stoletju izolirani od preostalih. Medtem ko so bili Hereri pod nemško oblastjo, kar je močno spremenilo njihov način življenja, oblačenja, so Himbi ohranili večino svojih tradicionalnih, nomadskih in pastirskih navad. V zadnjem času stiki med Himbi in zahodnimi turisti postajajo vse pogostejši, zlasti v najlažje dostopnem območju Kaokolanda (npr. okolica Opuwa). To je delno vplivalo na njihovo kulturo, vendar so Himbi v bistvu ostali zvesti svoji tradiciji.

## Živalstvo
Živalstvo v Kaokolandu je imelo zaradi divjega lova v 1970-ih in med letoma 1977 in 1982 hude izgube, vendar že okreva. Tu živijo razne puščavske vrste, predvsem pomembna vrsta slonov, ki so včasih razvrščeni v podvrsto afriških slonov zaradi krajših nog in posebnega, puščavi prilagojenega vedenja. Imajo daljše noge, večje podplate in neverjetno sposobnost, da zdržijo obdobja suše. Črede so na tem območju še vedno ločene od drugih slonjih čred v Namibiji in zdi se, da so drugačni samo zato, ker jedo manj kot sloni, ki živijo na območjih z več bogate hrane, kot so narodni park Etoša, Caprivijev pas in regija Chobe v Bocvani.
Ti sloni so resnično mojstri preživetja, saj obvladujejo območje 3000 kvadratnih kilometrov in redno potujejo do dvesto kilometrov daleč, da bi našli vodo. Pijejo le vsake tri ali štiri dni v primerjavi s sloni v Etoši, ki popijejo do dvesto litrov vode dnevno. Prav tako se zdi, da so bolj okoljsko ozaveščeni kot drugi sloni. V primerjavi z drugimi puščavi prilagojenimi sloni redko prevračajo drevesa, lomijo veje ali trgajo lubje, kot da bi vedeli, da bi to ogrozilo njihovo hrano.
Črni nosorogi so izginili na območju leta 1983, vendar so bili ponovno naseljeni. V Kaokolandu najdemo tudi druge vrste živali, kot so različne antilope (oriks, kudu), skokonoga gazela, noj, žirafa in gorska zebra.

## Turizem in promet
Po koncu  vojne je Kaokoland postal zanimiva turistična točka Namibije, saj je v bližini narodnega parka Etoša (na jugu), zaradi neokrnjene narave (z več možnostmi za rafting in pohodništvo) in možnosti obiska tradicionalnih vasi Himbov. Zanimivi so še slapovi Epupa, Sesfontein, vasi Himbov in Ondurusa Rapids.
Kaokoland je ena izmed najbolj divjih regij Južne Afrike z zelo malo cestami in objekti. Edina pot, ki je dostopna brez vozil s štirikolesnim pogonom,  povezuje Sesfontein in Opuwo. Številne ceste v Kaokolandu so pogosto v zelo slabem stanju in so lahko izziv tudi za vozila s štirikolesnim pogonom, še posebej v deževnem obdobju. Trgovine, bolnišnica, garaže so le v Opuwu.